# 天主教阿韋亞內達-拉努斯教區
天主教阿韋亞內達-拉努斯教區（拉丁語：Dioecesis Avellanediensis-Lanusensis）是阿根廷一個羅馬天主教教區，屬布宜諾斯艾利斯總教區。
阿韋亞內達教區成立於1961年4月10日，2001年4月24日易名至今。
教區位於布宜諾斯艾利斯省阿韋亞內達縣及拉努斯縣，座堂位於阿韋亞內達。2006年有教友547,000人（佔轄區總人口69.9%）、四十八個堂區、九十三名司鐸。現任教區主教為魯賓·奧斯卡·弗拉西亞。